# Raffaellia
Raffaellia is een geslacht van vliesvleugeligen uit de familie Encyrtidae. De wetenschappelijke naam van dit geslacht is voor het eerst geldig gepubliceerd in 1922 door Girault.

## Soorten
Het geslacht Raffaellia is monotypisch en omvat slechts de volgende soort:
- Raffaellia sidneyi Girault, 1922